# Johan 1. Sverkersson af Sverige
Johan Sverksson (1201-10. marts 1222) også Johan den unge i senere kilder var svensk konge fra 1216. Johan var søn af Sverker Karlsson den yngre og Ingegerd Birgersdatter af Bjälboslægten.
Johan Sverkersson ( i ældre kilder kaldt Jon og ofte forvekslet med Jon Jarl) var på mødrene side i slægt med Bjälboslægten gennem den mægtige folkunga Birger Brosas datter. Johan blev i 1216 valgt til konge, sandsynligvis på grund af dette slægtskab. I 1219 blev han kronet i Linköping. Om Johan siges det i Vestgøtalovens kongeliste, at han var «barnlig» for alderen, meget velvillig og at han regerede i tre vintre, døde strådød på Visingsö og blev begravet i Alvastra kloster.
Johan døde i 1222, og måske var han regnet som mindreårig til 1219 og stod under formynderskab. Under hans korte styre blev der foretaget et svensk hærtog til Estland. Efter at kong Johan selv var vendt tilbage til Sverige, blev Johans frænde, jarlen Karl Døve af folkungaslægten, og hans kansler, biskop Karl Magnusson (Bjälboslægten), dræbt i Linköping i Slaget ved Leal (Lihula) den 8. august 1220 mod de hedenske ester. Johan og hans forbundsfæller gjorde en del erobringer i Estland, men ingen af varig værdi. Selv kristningen var mislykket, da det viste sig, at såvel danskerne som Den Tyske Orden allerede havde været der og efterladt en tysk biskop.
Johan stod på god fod med det katolske hierarki, og på trods af at paven havde ønsket Erik Eriksson som konge, fik han bekræftet og udvidet flere af sine forgængeres privilegier til de kirkelige institutioner.
Johan forblev ugift og var barnløs, da han døde 21 år gammel, og med ham uddøde sverkerslægten.